# Касімський промисловий район

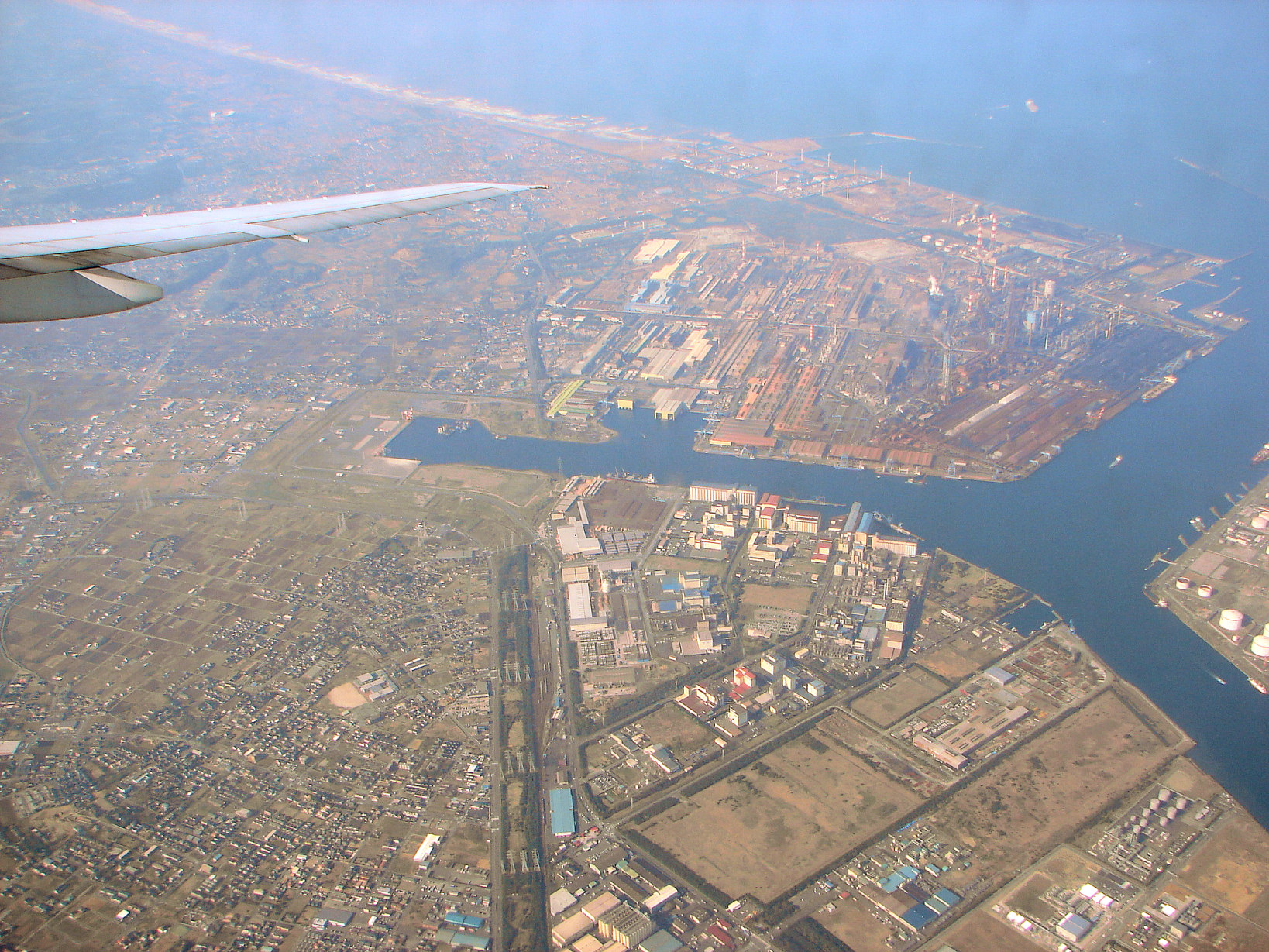
Касімський порт.

Касі́мський берегови́й промисло́вий райо́н (яп. 鹿島臨海工業地帯, かしまりんかいこうぎょうちたい, МФА: [kaɕima ɾʲinkai̯ koːgʲoː t͡ɕi̥tai̯]) — важкопромисловий район у Східній Японії. Розташований на тихоокеанському узбережжі префектури Ібаракі, на схід від озера Касуміґаура. Простягається від міста Касіма до міста Камісу. Створений протягом 1960—1964 років.
У районі розташовані великі заводи металургійної і хімічної промисловості, теплові і вітряні електростанції, нафтопереробні комбінати. Загалом в ньому працює близько 160 підприємств, які обслуговують 22 тисяч осіб. Найбільшим з закладів є Касімський металургійний комбінат компанії Nippon Steel & Sumitomo Metal Corporation. Центр району розміщено в Ｙ-подібному порті міста Касіма.

## Центри
- Камісу — хімічна промисловість, нафтопереробка.
- Касіма — металургія.